# Bienkotetrix
Bienkotetrix is een geslacht van rechtvleugeligen uit de familie doornsprinkhanen (Tetrigidae). De wetenschappelijke naam van dit geslacht is voor het eerst geldig gepubliceerd in 1965 door Karaman.

## Soorten
Het geslacht Bienkotetrix  is monotypisch en omvat slechts de volgende soort:
- Bienkotetrix tibetana (Uvarov, 1925)